# Ulleråkers härad

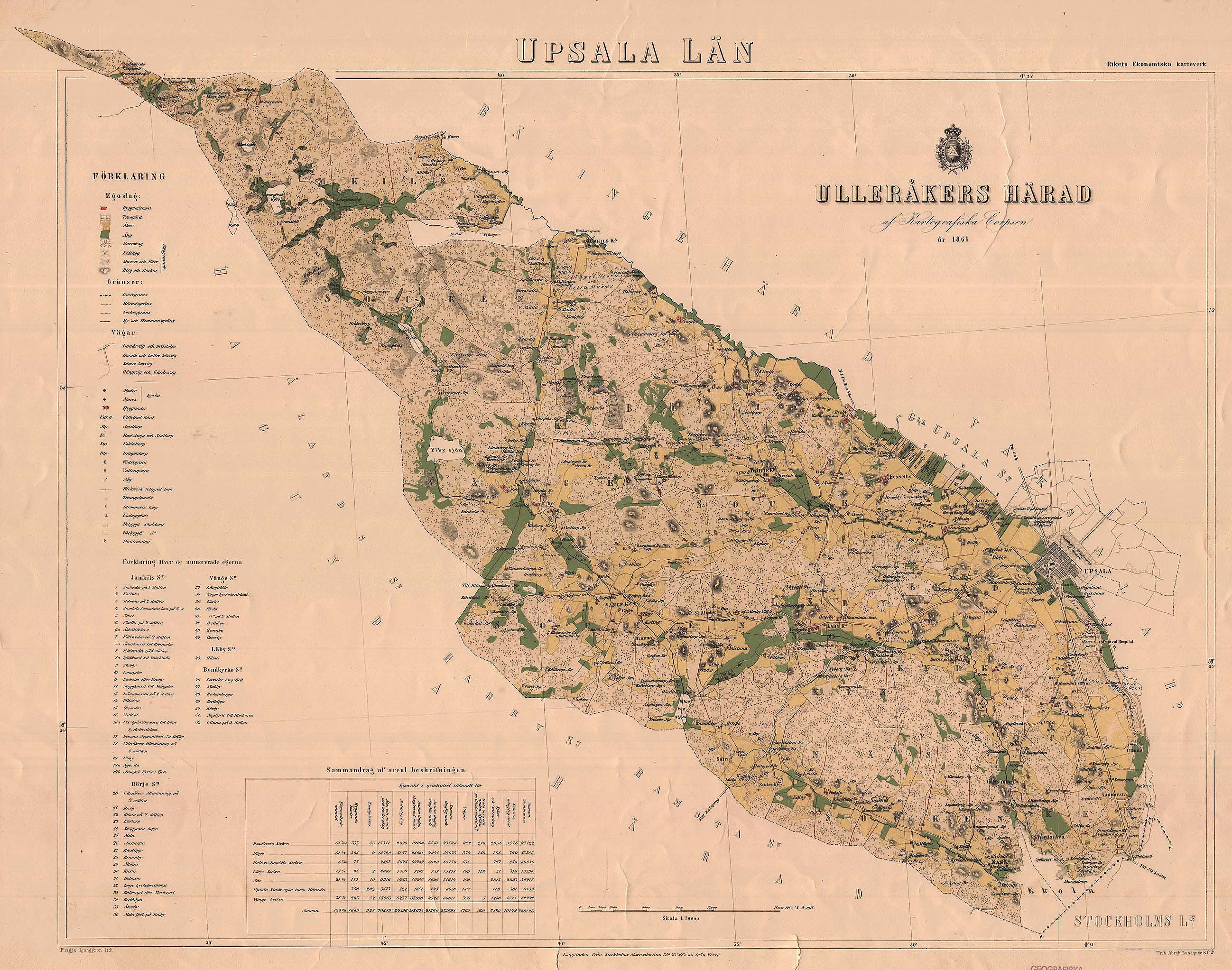
Ulleråkers härad år 1861

Ulleråkers härad var ett härad i västra Uppland. Häradet var beläget i de västra delarna av nuvarande Uppsala kommun, vilken är en del av Uppsala län.  Den totala arealen mätte drygt 243 km² och befolkningen uppgick år 1910 till 5 453 invånare. Tingsplatsen var vid Salagatan i Uppsala.

## Geografi
Ulleråkers härad var beläget mellan mälarviken Ekoln i sydost med nordvästlig sträckning mot gränsen till Västmanlands län. I nord och nordost avgränsades häradet av Fyris- och Jumkilsåarna. Det bestod huvudsakligen av slättbygder - en del av Uppsalaslätten - som på vissa ställen var sanka, omkring och utmed ett flertal vattendrag som i sydostlig riktning löper mot Ekoln eller Fyrisån. Mellan vattendragen förekommer smala skogsåsar, med den betydligt större Uppsalaåsen går utefter dess sydvästra gräns, och i övrigt spridda bergsbackar. Längst i väster vidtar en låg och sank skogsmark. Ulleråkers härad gränsade i söder mot Hagunda härad, i norr mot Bälinge härad och i öster mot Vaksala härad. Merparten av bebyggelsen är koncentrerad till häradets sydöstra del, d.v.s. den del som är närmast belägen Uppsala.
De östra delarna är idag en del av Uppsala, omfattande större delen av bebyggelsen väster om Fyrisån, medan den största tätorten i övrigt är Vänge (före 1995 Brunna), belägen 13 km väster om Uppsala.

### Socknar
Ulleråkers härad omfattade fem socknar, samt cirka två tredjedelar av en sjätte. 
- Uppsala-Näs
- Bondkyrka, uppgick 1947 i Uppsala stad
- Läby
- Vänge
- Börje
- Jumkil större delen

## Historia
Ulleråkers härad var den del av det medeltida uppländska folklandet Tiundaland. Häradet, som år 1304 skrev Ullarakir hundare, har fått namn efter platsen vid Bondkyrkan nära Uppsala slott, där dess historiska tingsplats var belägen. Namnet kommer av den nordiska asaguden Ull och -åker med betydelsen helig kultplats. Bondkyrkan heter idag Helga Trefaldighets kyrka och är belägen omedelbart söder om Uppsala domkyrka. Nuvarande kyrkobyggnad är troligtvis den tredje på platsen och härrör från slutet av 1200-talet.
Inom häradets gränser återfinns det tidigare kronogodset Ultuna, tidigare landshövdingebostad och nu campus för Sveriges lantbruksuniversitet, Flottsund, med lämningar av boplatser från bronsåldern och befästningar från järnåldern och vikingatiden, Kung Björns hög från bronsåldern (cirka 1000 f.Kr.), samt det tidigare mentalsjukhuset Ulleråkers sjukhus.

## Län, fögderier, domsagor, tingslag och tingsrätter
Häradet har från 1634 hört till Uppsala län. Församlingarna i häradet tillhör(de) Uppsala stift.
Häradets socknar hörde till följande fögderier:
- 1720-1878 Uppsala läns Tredje fögderi
- 1879-1885 Uppsala läns Andra fögderi
- 1886-1917 Uppsala läns mellersta fögderi
- 1918-1966 Tiunda fögderi
- 1967-1990 Uppsala fögderi

Häradets socknar tillhörde följande domsagor, tingslag och tingsrätter:
- 1680-1903 Ulleråkers tingslag i
  - 1680-1689 Bälinge, Vaksala, Rasbo, Ulleråker, Hagunda, Norunda och Örbyhus häraders domsaga
  - 1689-1714 Trögds, Åsunda, Laguns, Hagunda och Ulleråkers domsaga
  - 1715-1852 Hagunda, Lagunda, Bälinge, Vaksala, Rasbo, Ulleråkers domsaga kallad Uppsala läns mellersta domsaga
  - 1853-1926 Uppsala läns mellersta domsaga
- 1904-1970 Tiunda tingslag i Uppsala läns mellersta domsaga till 1927, Uppsala läns södra domsaga därefter

- 1971- Uppsala tingsrätt och dess domsaga

### Webbkällor
- Nationella arkivdatabasen för uppgifter om fögderier, domsagor, tingslag och tingsrätter